# Alfred Stork
Alfred Stork (Kippenheim, 16 febbraio 1923 – Kippenheim, 28 ottobre 2018) è stato un militare tedesco, nazista e sottufficiale della Wehrmacht.
Nel 2013 è stato riconosciuto colpevole dal tribunale militare di Roma per aver partecipato all'eccidio di Cefalonia, fucilando almeno 117 militari italiani tra cui 73 ufficiali della Divisione "Acqui", emettendo una condanna all'ergastolo nei suoi confronti, divenendo la prima sentenza emessa in Italia sulla strage di Cefalonia in quanto i precedenti giudizi si erano conclusi in archiviazioni o per morte dell’imputato. La sentenza, comunque, non è mai stata eseguita: Stork fu contumace fino alla sua morte in quanto il governo tedesco non concede l'estradizione dei suoi cittadini coinvolti in crimini di guerra, terminando in libertà i suoi giorni nella sua villetta a Kippenheim, Baden-Württemberg. 
Il 28 febbraio 2021, il procuratore generale militare Marco de Paolis ha confermato la sua morte, e quella di un altro criminale di guerra tedesco ancora in vita, Karl Wilhelm Stark, avvenuta nell'ottobre del 2018.